# Honkasaari (ö i Finland, Mellersta Finland, Jyväskylä, lat 62,12, long 25,58)
Honkasaari är en ö i Finland. Den ligger i sjön Muuratjärvi och i kommunen Muurame i den ekonomiska regionen  Jyväskylä ekonomiska region  och landskapet Mellersta Finland, i den södra delen av landet, 220 km norr om huvudstaden Helsingfors. Öns area är 1,8 hektar och dess största längd är 270 meter i sydöst-nordvästlig riktning.